# Pohnpei (isola)
Pohnpei è un'isola dell'Oceano Pacifico appartenente alle isole Senyavin, un gruppetto di isole e atolli delle Isole Caroline.

## Descrizione
L'isola ha una superficie di 347 km² e 32 899 abitanti (2008). Di origine vulcanica, presenta una parte centrale montuosa culminante col monte Totolom (791 m) da cui nascono numerosi corsi d'acqua. La costa è circondata da una barriera corallina interrotta in pochi tratti che ne permettono l'approdo.

## Amministrazione
Amministrativamente appartiene all'omonimo stato di Pohnpei, uno degli Stati Federati di Micronesia; è un distretto ed è suddivisa nelle seguenti municipalità:
1. Kitti (7.158 ab./2008)
2. Kolonia (4.728 ab./2008)
3. Madolenihmw (6.013 ab./2008)
4. Nett (6.321 ab./2008)
5. Sokehs (7.321 ab./2008)
6. Uh (2.289 ab./2008)